# گریوس (دهانه)
گریوس یک دهانه برخوردی در ماه‌ است.